# Елајза Фрејзер
Елајза Фрејзер (енгл. Eliza Fraser) је супруга капетана Џејмса Фрејзера. Она и њен супруг су постали познати после бродолома 22. маја 1836.
Осамнаесточлана посада брода Стирлинг Касл доживела је несрећу 22. маја 1936. године близу источне обале Аустралије. Због јаких и неочекиваних струја и ветрова, брод је потопљен, а његова посада била је препуштена на милост и немилост водених струја. Многи од њих су страдали. Само неколицину је морска струја одбацила на обалу Великог пешчаног острва које је било удаљено сто километара северно од места несреће. Међу том неколициним преживелих нашли су се и капетан брода Џејмс Фрејзер и његова супруга Елајза. Али убрзо су их заробили острвски доморовци, Абориџини.  То је био један од првих сусрета европских народа са још непознатом цивилизацијом острва. Уплашени Абориџини, мислећи да су бели људи опасност за њих, убијају Џејмса, док Елајзу одводе у унутрашњост острва. Тада је први пут откривено да острво сем свог песка има скривене џунгле и језера у унутрашњости. Елајза успева да побегне од Абориџина и напушта острво.
Касније у знак сећања на породицу Фрејзер, Велико пешчано острво, мења име у Фрејзерово острво.

## Филм
1976. године снимљен је филм „Елајза Фрејзер“ („The Adventures of Eliza Fraser“). Глумица Сузан Ј. је глумила главну женску улогу. Ово је био први аустралијски филм који је имао седмоцифрени буџет. Његово снимање коштало је више од 1.200.000,00 долара.